# Eosina B
Eosina B é uma forma de eosina, um corante verde acastanhado do grupo dos compostos orgânicos do xanteno que pode ser utilizado para o tingimento de têxteis e de papel. Sua estrutura molecular é derivada da fluoresceína. Além da eosina B, existe a Eosina Y, que possui uma gama de aplicações mais ampla, apresentando a mesma estrutura básica que eosina B, mas os grupos nitro, no entanto, são substituídos por átomos de bromo.
Apresenta máxima absorção a 522 nm.
Eosina B é usada às vezes em vez de eosina Y em técnicas de coloração. São como corantes completamente intercambiáveis, mas a eosina B produz um tom azulado pouco perceptível em vez do marcante amarelado da eosina Y. É comumente utilizada para compor as técnicas de coloração Romanowsky.
O radical livre deste corante, eosinol B, pode ser produzido a partir de eosina B por tratamento com ácido clorídrico. Às vezes é chamado eosina B, "solúvel  em espírito" (solúvel em álcool).